# Kerwan (cratère)
Kerwan est un cratère d'environ 280 km de diamètre situé sur Cérès et nommé d'après Kerwan, un esprit hopi. Il s'agit du plus grand cratère d'impact confirmé (2016) sur la planète naine, juste devant Yalode et ses 260 km de diamètre.